# Lojalitet

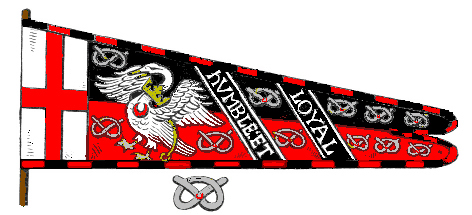
Standar för Henry Stafford med mottot Ödmjuk och lojal.

Lojalitet är en känslomässig bindning till en person, grupp, organisation eller sak. Lojalitet kan få en individ att stå fast vid något eller någon även under svåra eller utmanande omständigheter. Lojalitet kan även beskrivas som engagemang, trohet eller hängivenhet. Lojalitet spelar en avgörande roll för uppkomsten och utvecklingen av samhällen. Lojalitet bidrar till att skapa och upprätthålla de sociala band och den tillit som är nödvändig för att samhällen ska uppstå, utvecklas och bestå.
En person som är lojal mot en annan person är under en längre tid hjälpsam och vänskaplig mot denna. Den som är lojal mot en annan tar även dennas parti i konflikter av olika slag.
Lojalitet är vanligast inom familjer: mellan maka och make, mellan förälder och barn samt mellan personer i samma släkt. Lojalitet är också vanligt i relationer mellan personer av olika social status, exempelvis mellan en regent och dennes undersåtar. I det romerska riket var den fria manliga medborgarens lojalitet gentemot sin statusmässigt överordnade (patronus) och sin statusmässigt underordnade (clientus) mycket viktigt för samhällsstrukturen. 
Begreppet kan även användas på grupper av varierande storlek, exempelvis militära enheters lojalitet gentemot sina befäl i form av disciplin och gentemot varandra i form av broderskap.